# Quy hoạch Thành phố Hồ Chí Minh
Quy hoạch Thành phố Hồ Chí Minh là việc quy hoạch đô thị của thành phố này. Năm 1860, người Pháp quy hoạch đô thị này với dân số là 500.000 dân. Sau đó, dưới thời kỳ Việt Nam Cộng hòa, quy mô dân sống đã tăng lên đến 3 triệu dân. Đến năm 2007, dân số của thành phố, kể cả số lượng khách vãng lai, là 10 triệu người.. 

## Thực trạng
Với vai trò đầu mối giao thông, cùng với kinh tế phát triển với tốc độ cao, chất lượng và hiệu quả ngày càng tiến bộ, được thể hiện rõ qua tốc độ tăng trưởng, năng suất lao động, nhất là mức thu nhập, khả năng tích lũy và đầu tư của Nhà nước, doanh nghiệp và các đối tượng dân cư ngày càng tăng cao, Thành phố Hồ Chí Minh trở thành tiêu điểm về sức ép dân cư trong một nước kinh tế đang hồi phục và phát triển như Việt Nam.
Nhìn xuyên suốt 30 năm qua, tiến trình đô thị hóa của thành phố vừa tự phát, vừa tự giác, hay nói cách khác vừa xây dựng theo quy hoạch, vừa hợp thức hóa xây dựng bằng quy hoạch. Tuy nhiên, với thực trạng thị trường bất động sản và quy hoạch đô thị hiện nay, trên địa bàn thành phố vẫn tồn tại quá trình đô thị hóa theo lối "da beo", bên cạnh một số dự án có quy mô lớn, được hoạch định một cách khoa học trên cơ sở quy hoạch một cách chặt chẽ và được thực hiện với tiến độ và bước đi hợp lý. Vì thế, tiến trình đô thị hóa còn diễn ra khá nặng nề, tự phát bằng "người người" làm quy hoạch theo kiểu thành phố làm quy hoạch, quận – huyện làm quy hoạch rồi thậm chí đến cả phường – xã cũng làm quy hoạch khu dân cư mới, khu đô thị mới.

## Danh sách các dự án quy hoạch
- KDC: Khu dân cư
- KCC: Khu chung cư
- KCN: Khu công nghiệp
- KPH: Khu phức hợp

| Dự án                                      | Loại            | Quận/huyện       | Vị trí trên bản đồ trực tuyến                                                                               |
| ------------------------------------------ | --------------- | ---------------- | --- |
| Nhất Lan                                   | Khu chung cư    | Huyện Bình Chánh | Vị trí KCC Nhất Lan Lưu trữ ngày 15 tháng 11 năm 2010 tại Wayback Machine                                   |
| Hai Thành Tên Lửa                          | Khu chung cư    | Huyện Bình Chánh | Vị trí KCC Hai Thành Tên Lửa Lưu trữ ngày 15 tháng 11 năm 2010 tại Wayback Machine                          |
| BCCI                                       | Khu chung cư    | Huyện Bình Chánh | Vị trí KCC BCCI Lưu trữ ngày 15 tháng 11 năm 2010 tại Wayback Machine                                       |
| Phố Chợ Da Sà                              | Khu chung cư    | Huyện Bình Chánh | Vị trí KCC Phố Chợ Da Sà Lưu trữ ngày 15 tháng 11 năm 2010 tại Wayback Machine                              |
| My Land                                    | Khu chung cư    | Huyện Bình Chánh | Vị trí KCC My Land Lưu trữ ngày 15 tháng 11 năm 2010 tại Wayback Machine                                    |
| Era - Town                                 | Khu chung cư    | Huyện Nhà Bè     | Vị trí KCC Era - Town Lưu trữ ngày 20 tháng 1 năm 2019 tại Wayback Machine                                  |
| Anh Tuấn - Apartment                       | Khu chung cư    | Huyện Nhà Bè     | Vị trí KCC Anh Tuấn - Apartment Lưu trữ ngày 15 tháng 11 năm 2010 tại Wayback Machine                       |
| Thung Lũng Xanh                            | Khu chung cư    | Huyện Nhà Bè     | Vị trí KCC Thung Lũng Xanh Lưu trữ ngày 15 tháng 11 năm 2010 tại Wayback Machine                            |
| Everich                                    | Khu chung cư    | Quận 11          | Vị trí KCC Everich Lưu trữ ngày 15 tháng 11 năm 2010 tại Wayback Machine                                    |
| Hoàng Quân Plaza                           | Khu chung cư    | Quận 7           | Vị trí KCC Hoàng Quân Plaza Lưu trữ ngày 15 tháng 11 năm 2010 tại Wayback Machine                           |
| Phúc Yên                                   | Khu chung cư    | Quận 7           | Vị trí KCC Phúc Yên Lưu trữ ngày 15 tháng 11 năm 2010 tại Wayback Machine                                   |
| Him Lam - Nam Phú                          | Khu chung cư    | Quận 7           | Vị trí KCC Him Lam - Nam Phú Lưu trữ ngày 15 tháng 11 năm 2010 tại Wayback Machine                          |
| Nguyễn Thượng Hiền                         | Khu chung cư    | Quận 7           | Vị trí KCC Nguyễn Thượng Hiền Lưu trữ ngày 15 tháng 11 năm 2010 tại Wayback Machine                         |
| Him Lam - River Side                       | Khu chung cư    | Quận 7           | Vị trí KCC Him Lam - River Side Lưu trữ ngày 15 tháng 11 năm 2010 tại Wayback Machine                       |
| Him Lam - Kênh Tẻ                          | Khu chung cư    | Quận 7           | Vị trí KCC Him Lam - Kênh Tẻ Lưu trữ ngày 15 tháng 11 năm 2010 tại Wayback Machine                          |
| Mỹ Long                                    | Khu chung cư    | Quận 7           | Vị trí KCC Mỹ Long Lưu trữ ngày 15 tháng 11 năm 2010 tại Wayback Machine                                    |
| Phước Long                                 | Khu chung cư    | Quận 7           | Vị trí KCC Phước Long Lưu trữ ngày 15 tháng 11 năm 2010 tại Wayback Machine                                 |
| SentoSa                                    | Khu chung cư    | Quận 7           | Vị trí KCC SentoSa Lưu trữ ngày 15 tháng 11 năm 2010 tại Wayback Machine                                    |
| Minh Long Apartment                        | Khu chung cư    | Quận Tân Bình    | Vị trí KCC Minh Long Apartment Lưu trữ ngày 15 tháng 11 năm 2010 tại Wayback Machine                        |
| Phú Lợi                                    | Khu chung cư    |                  | Chưa xác định được vị trí                                                                                   |
| Phúc Yên                                   | Khu chung cư    |                  | Chưa xác định được vị trí                                                                                   |
| Bến Vân Đồn                                | Khu chung cư    |                  | Chưa xác định được vị trí                                                                                   |
| Cao cấp 584 LILAMA SHB                     | Khu chung cư    |                  | Chưa xác định được vị trí                                                                                   |
| Lê Minh Xuân                               | Khu công nghiệp | Huyện Bình Chánh | Vị trí KCN Lê Minh Xuân Lưu trữ ngày 15 tháng 11 năm 2010 tại Wayback Machine                               |
| Lê Minh Xuân - Mở Rộng                     | Khu công nghiệp | Huyện Bình Chánh | Vị trí KCN Lê Minh Xuân - Mở Rộng Lưu trữ ngày 15 tháng 11 năm 2010 tại Wayback Machine                     |
| Phong Phú                                  | Khu công nghiệp | Huyện Bình Chánh | Vị trí KCN Phong Phú Lưu trữ ngày 15 tháng 11 năm 2010 tại Wayback Machine                                  |
| Cầu Xáng                                   | KDC             | Huyện Bình Chánh | Vị trí KDC Cầu Xáng Lưu trữ ngày 15 tháng 11 năm 2010 tại Wayback Machine                                   |
| Trung tâm Dân Cư Tân Tạo                   | KDC             | Huyện Bình Chánh | Vị trí KDC Trung tâm Dân Cư Tân Tạo Lưu trữ ngày 15 tháng 11 năm 2010 tại Wayback Machine                   |
| Bắc Lương Bèo                              | KDC             | Huyện Bình Chánh | Vị trí KDC Bắc Lương Bèo Lưu trữ ngày 15 tháng 11 năm 2010 tại Wayback Machine                              |
| Căn Hộ Tân Tạo 1                           | KDC             | Huyện Bình Chánh | Vị trí KDC Căn Hộ Tân Tạo 1 Lưu trữ ngày 15 tháng 11 năm 2010 tại Wayback Machine                           |
| Happy Plaza                                | KDC             | Huyện Bình Chánh | Vị trí KDC Happy Plaza Lưu trữ ngày 15 tháng 11 năm 2010 tại Wayback Machine                                |
| Khu Đô thị Tân tạo                         | KDC             | Huyện Bình Chánh | Vị trí KDC Khu Đô thị Tân tạo Lưu trữ ngày 15 tháng 11 năm 2010 tại Wayback Machine                         |
| Hương Lộ 5                                 | KDC             | Huyện Bình Chánh | Vị trí KDC Hương Lộ 5 Lưu trữ ngày 15 tháng 11 năm 2010 tại Wayback Machine                                 |
| An Lạc - Bình Trị Đông                     | KDC             | Huyện Bình Chánh | Vị trí KDC An Lạc - Bình Trị Đông Lưu trữ ngày 15 tháng 11 năm 2010 tại Wayback Machine                     |
| An Phú Tây                                 | KDC             | Huyện Bình Chánh | Vị trí KDC An Phú Tây Lưu trữ ngày 15 tháng 11 năm 2010 tại Wayback Machine                                 |
| An Phú Tây                                 | KDC             | Huyện Bình Chánh | Vị trí KDC An Phú Tây Lưu trữ ngày 15 tháng 11 năm 2010 tại Wayback Machine                                 |
| Nam Hùng Vương- Bắc Trân Văn Kiểu          | KDC             | Huyện Bình Chánh | Vị trí KDC Nam Hùng Vương- Bắc Trân Văn Kiểu Lưu trữ ngày 15 tháng 11 năm 2010 tại Wayback Machine          |
| Cao Ốc An Lạc Plaza                        | KDC             | Huyện Bình Chánh | Vị trí KDC Cao Ốc An Lạc Plaza Lưu trữ ngày 15 tháng 11 năm 2010 tại Wayback Machine                        |
| Lý Chiêu Hoàng                             | KDC             | Huyện Bình Chánh | Vị trí KDC Lý Chiêu Hoàng Lưu trữ ngày 15 tháng 11 năm 2010 tại Wayback Machine                             |
| Phong Phú 2                                | KDC             | Huyện Bình Chánh | Vị trí KDC Phong Phú 2 Lưu trữ ngày 15 tháng 11 năm 2010 tại Wayback Machine                                |
| 6A - Him Lam                               | KDC             | Huyện Bình Chánh | Vị trí KDC 6A - Him Lam Lưu trữ ngày 15 tháng 11 năm 2010 tại Wayback Machine                               |
| 6B - VLXD                                  | KDC             | Huyện Bình Chánh | Vị trí KDC 6B - VLXD Lưu trữ ngày 15 tháng 11 năm 2010 tại Wayback Machine                                  |
| An Phú                                     | KDC             | Huyện Bình Chánh | Vị trí KDC An Phú Lưu trữ ngày 15 tháng 11 năm 2010 tại Wayback Machine                                     |
| 6B T30                                     | KDC             | HBC              | Vị trí KDC 6B T30 Lưu trữ ngày 15 tháng 11 năm 2010 tại Wayback Machine                                     |
| 13A                                        | KDC             | HBC              | Vị trí KDC 13A Lưu trữ ngày 15 tháng 11 năm 2010 tại Wayback Machine                                        |
| 13B                                        | KDC             | HBC              | Vị trí KDC 13B Lưu trữ ngày 15 tháng 11 năm 2010 tại Wayback Machine                                        |
| 13C                                        | KDC             | HBC              | Vị trí KDC 13C Lưu trữ ngày 15 tháng 11 năm 2010 tại Wayback Machine                                        |
| Phong Phú 5                                | KDC             | HBC              | Vị trí KDC Phong Phú 5 Lưu trữ ngày 15 tháng 11 năm 2010 tại Wayback Machine                                |
| Hạnh Phúc                                  | KDC             | HBC              | Vị trí KDC Hạnh Phúc Lưu trữ ngày 15 tháng 11 năm 2010 tại Wayback Machine                                  |
| Phong Phú 4                                | KDC             | HBC              | Vị trí KDC Phong Phú 4 Lưu trữ ngày 15 tháng 11 năm 2010 tại Wayback Machine                                |
| Bình Hưng                                  | KDC             | HBC              | Vị trí KDC Bình Hưng Lưu trữ ngày 15 tháng 11 năm 2010 tại Wayback Machine                                  |
| Hải Yến                                    | KDC             | HBC              | Vị trí KDC Hải Yến Lưu trữ ngày 15 tháng 11 năm 2010 tại Wayback Machine                                    |
| Phi Long Bình Chánh                        | KDC             | HBC              | Vị trí KDC Phi Long Bình Chánh Lưu trữ ngày 15 tháng 11 năm 2010 tại Wayback Machine                        |
| 6B - INTRESCO                              | KDC             | HBC              | Vị trí KDC 6B - INTRESCO Lưu trữ ngày 15 tháng 11 năm 2010 tại Wayback Machine                              |
| 6A - INTRESCO                              | KDC             | HBC              | Vị trí KDC 6A - INTRESCO Lưu trữ ngày 15 tháng 11 năm 2010 tại Wayback Machine                              |
| Tân Trung Sơn                              | KDC             | HBC              | Vị trí KDC Tân Trung Sơn Lưu trữ ngày 15 tháng 11 năm 2010 tại Wayback Machine                              |
| Trung Sơn                                  | KDC             | HBC              | Vị trí KDC Trung Sơn Lưu trữ ngày 15 tháng 11 năm 2010 tại Wayback Machine                                  |
| 6B - Kiên Cường                            | KDC             | HBC              | Vị trí KDC 6B - Kiên Cường Lưu trữ ngày 15 tháng 11 năm 2010 tại Wayback Machine                            |
| CTy Tiến Phước                             | KDC             | HBC              | Vị trí KDC CTy Tiến Phước Lưu trữ ngày 15 tháng 11 năm 2010 tại Wayback Machine                             |
| An Việt                                    | KDC             | HBC              | Vị trí KDC An Việt Lưu trữ ngày 15 tháng 11 năm 2010 tại Wayback Machine                                    |
| Phía Tây Xã Phước Lộc                      | KDC             | HNB              | Vị trí KDC Phía Tây Xã Phước Lộc Lưu trữ ngày 15 tháng 11 năm 2010 tại Wayback Machine                      |
| Phước Kiển 3                               | KDC             | HNB              | Vị trí KDC Phước Kiển 3 Lưu trữ ngày 15 tháng 11 năm 2010 tại Wayback Machine                               |
| Phước Kiển - Lâm Viên                      | KDC             | HNB              | Vị trí KDC Phước Kiển - Lâm Viên Lưu trữ ngày 15 tháng 11 năm 2010 tại Wayback Machine                      |
| Phước Kiển 1                               | KDC             | HNB              | Vị trí KDC Phước Kiển 1 Lưu trữ ngày 15 tháng 11 năm 2010 tại Wayback Machine                               |
| Kenton Residences                          | KDC             | HNB              | Vị trí KDC Kenton Residences Lưu trữ ngày 15 tháng 11 năm 2010 tại Wayback Machine                          |
| Làng Đại học KHXH - NV                     | KDC             | HNB              | Vị trí KDC Làng Đại Học KHXH - NV Lưu trữ ngày 15 tháng 11 năm 2010 tại Wayback Machine                     |
| Phước Kiển - Thạnh Nhựt                    | KDC             | HNB              | Vị trí KDC Phước Kiển - Thạnh Nhựt Lưu trữ ngày 15 tháng 11 năm 2010 tại Wayback Machine                    |
| Thái Sơn GĐ2                               | KDC             | HNB              | Vị trí KDC Thái Sơn GĐ2 Lưu trữ ngày 15 tháng 11 năm 2010 tại Wayback Machine                               |
| KLH TM Giải Trí - LG                       | KDC             | HNB              | Vị trí KDC KLH TM Giải Trí - LG Lưu trữ ngày 15 tháng 11 năm 2010 tại Wayback Machine                       |
| Phú Long - Dragon City                     | KDC             | HNB              | Vị trí KDC Phú Long - Dragon City Lưu trữ ngày 15 tháng 11 năm 2010 tại Wayback Machine                     |
| Hồng Lĩnh                                  | KDC             | HNB              | Vị trí KDC Hồng Lĩnh Lưu trữ ngày 15 tháng 11 năm 2010 tại Wayback Machine                                  |
| Vạn Hưng Phú                               | KDC             | HNB              | Vị trí KDC Vạn Hưng Phú Lưu trữ ngày 15 tháng 11 năm 2010 tại Wayback Machine                               |
| Phú Xuân - Vạn Phát Hưng                   | KDC             | HNB              | Vị trí KDC Phú Xuân - Vạn Phát Hưng Lưu trữ ngày 15 tháng 11 năm 2010 tại Wayback Machine                   |
| Cotec                                      | KDC             | HNB              | Vị trí KDC Cotec Lưu trữ ngày 15 tháng 11 năm 2010 tại Wayback Machine                                      |
| Công trình cảng SG                         | KDC             | HNB              | Vị trí KDC Công trình cảng SG Lưu trữ ngày 15 tháng 11 năm 2010 tại Wayback Machine                         |
| Công ty Xây dựng Mới                       | KDC             | HNB              | Vị trí KDC Công ty Xây dựng Mới Lưu trữ ngày 15 tháng 11 năm 2010 tại Wayback Machine                       |
| New Pear                                   | KDC             | Q1               | Vị trí KDC New Pear Lưu trữ ngày 15 tháng 11 năm 2010 tại Wayback Machine                                   |
| Đô thị Mới Thủ Thiêm                       | KDC             | Q2               | Vị trí KDC Đô thị Mới Thủ Thiêm Lưu trữ ngày 15 tháng 11 năm 2010 tại Wayback Machine                       |
| Khu Đô thị Mới Thủ Thiêm                   | KDC             | Q2               | Vị trí KDC Khu Đô thị Mới Thủ Thiêm Lưu trữ ngày 15 tháng 11 năm 2010 tại Wayback Machine                   |
| Cty Phát triển Nhà Thủ Thiêm               | KDC             | Q2               | Vị trí KDC Cty Phát triển Nhà Thủ Thiêm Lưu trữ ngày 15 tháng 11 năm 2010 tại Wayback Machine               |
| CTy Điện lực 2                             | KDC             | Q2               | Vị trí KDC CTy Điện lực 2 Lưu trữ ngày 15 tháng 11 năm 2010 tại Wayback Machine                             |
| CTy Lê Bá Cần                              | KDC             | Q2               | Vị trí KDC CTy Lê Bá Cần Lưu trữ ngày 15 tháng 11 năm 2010 tại Wayback Machine                              |
| CTy PT Đô thị                              | KDC             | Q2               | Vị trí KDC CTy PT Đô thị Lưu trữ ngày 15 tháng 11 năm 2010 tại Wayback Machine                              |
| CTy Xây lắp 4                              | KDC             | Q2               | Vị trí KDC CTy Xây lắp 4 Lưu trữ ngày 15 tháng 11 năm 2010 tại Wayback Machine                              |
| CTy Đo Đạc 3                               | KDC             | Q2               | Vị trí KDC CTy Đo Đạc 3 Lưu trữ ngày 15 tháng 11 năm 2010 tại Wayback Machine                               |
| CTy Liksin                                 | KDC             | Q2               | Vị trí KDC CTy Liksin Lưu trữ ngày 15 tháng 11 năm 2010 tại Wayback Machine                                 |
| CTy Le Quan                                | KDC             | Q2               | Vị trí KDC CTy Le Quan Lưu trữ ngày 15 tháng 11 năm 2010 tại Wayback Machine                                |
| CTy Tân Bình                               | KDC             | Q2               | Vị trí KDC CTy Tân Bình Lưu trữ ngày 15 tháng 11 năm 2010 tại Wayback Machine                               |
| CTy Hà Quang                               | KDC             | Q2               | Vị trí KDC CTy Hà Quang Lưu trữ ngày 15 tháng 11 năm 2010 tại Wayback Machine                               |
| CTy Phước Hưng                             | KDC             | Q2               | Vị trí KDC CTy Phước Hưng Lưu trữ ngày 15 tháng 11 năm 2010 tại Wayback Machine                             |
| CTy Hải Quan                               | KDC             | Q2               | Vị trí KDC CTy Hải Quan Lưu trữ ngày 15 tháng 11 năm 2010 tại Wayback Machine                               |
| CTy PT Đô thị                              | KDC             | Q2               | Vị trí KDC CTy PT Đô thị Lưu trữ ngày 15 tháng 11 năm 2010 tại Wayback Machine                              |
| CTy TN Xung Phong                          | KDC             | Q2               | Vị trí KDC CTy TN Xung Phong Lưu trữ ngày 15 tháng 11 năm 2010 tại Wayback Machine                          |
| CTy PTN Thủ Đức                            | KDC             | Q2               | Vị trí KDC CTy PTN Thủ Đức Lưu trữ ngày 15 tháng 11 năm 2010 tại Wayback Machine                            |
| CTy Thạnh Phú                              | KDC             | Q2               | Vị trí KDC CTy Thạnh Phú Lưu trữ ngày 15 tháng 11 năm 2010 tại Wayback Machine                              |
| CTy Văn Minh                               | KDC             | Q2               | Vị trí KDC CTy Văn Minh Lưu trữ ngày 15 tháng 11 năm 2010 tại Wayback Machine                               |
| CTy Tân Hồng Huy                           | KDC             | Q2               | Vị trí KDC CTy Tân Hồng Huy Lưu trữ ngày 15 tháng 11 năm 2010 tại Wayback Machine                           |
| CTy Caric                                  | KDC             | Q2               | Vị trí KDC CTy Caric Lưu trữ ngày 15 tháng 11 năm 2010 tại Wayback Machine                                  |
| CTy Lan Anh                                | KDC             | Q2               | Vị trí KDC CTy Lan Anh Lưu trữ ngày 15 tháng 11 năm 2010 tại Wayback Machine                                |
| CTy Khôi Thành                             | KDC             | Q2               | Vị trí KDC CTy Khôi Thành Lưu trữ ngày 15 tháng 11 năm 2010 tại Wayback Machine                             |
| CTy Gia Định                               | KDC             | Q2               | Vị trí KDC CTy Gia Định Lưu trữ ngày 15 tháng 11 năm 2010 tại Wayback Machine                               |
| CTy Viện Kinh tế                           | KDC             | Q2               | Vị trí KDC CTy Viện Kinh Tế Lưu trữ ngày 15 tháng 11 năm 2010 tại Wayback Machine                           |
| CTy DV Đô thị                              | KDC             | Q2               | Vị trí KDC CTy DV Đô thị Lưu trữ ngày 15 tháng 11 năm 2010 tại Wayback Machine                              |
| CTy Trường Thịnh                           | KDC             | Q2               | Vị trí KDC CTy Trường Thịnh Lưu trữ ngày 15 tháng 11 năm 2010 tại Wayback Machine                           |
| CTy Kiến Trúc                              | KDC             | Q2               | Vị trí KDC CTy Kiến Trúc Lưu trữ ngày 15 tháng 11 năm 2010 tại Wayback Machine                              |
| CTy Đông Nam                               | KDC             | Q2               | Vị trí KDC CTy Đông Nam Lưu trữ ngày 15 tháng 11 năm 2010 tại Wayback Machine                               |
| CTy May Thêu Trường Thịnh                  | KDC             | Q2               | Vị trí KDC CTy May Thêu Trường Thịnh Lưu trữ ngày 15 tháng 11 năm 2010 tại Wayback Machine                  |
| CTy Cơ khí 78                              | KDC             | Q2               | Vị trí KDC CTy Cơ khí 78 Lưu trữ ngày 15 tháng 11 năm 2010 tại Wayback Machine                              |
| Trục Vớt cứu hộ                            | KDC             | Q2               | Vị trí KDC Trục Vớt cứu hộ Lưu trữ ngày 15 tháng 11 năm 2010 tại Wayback Machine                            |
| Cty Phát triển Nhà Quận 2                  | KDC             | Q2               | Vị trí KDC Cty Phát triển Nhà Quận 2 Lưu trữ ngày 15 tháng 11 năm 2010 tại Wayback Machine                  |
| Cty Thời Báo Kinh tế Sài Gòn               | KDC             | Q2               | Vị trí KDC Cty Thời Báo Kinh Tế Sài Gòn Lưu trữ ngày 15 tháng 11 năm 2010 tại Wayback Machine               |
| CTy Xây dựng 8                             | KDC             | Q2               | Vị trí KDC CTy Xây dựng 8 Lưu trữ ngày 15 tháng 11 năm 2010 tại Wayback Machine                             |
| CTy Kho MIền Nam                           | KDC             | Q2               | Vị trí KDC CTy Kho MIền Nam Lưu trữ ngày 15 tháng 11 năm 2010 tại Wayback Machine                           |
| CTy Trần Kim                               | KDC             | Q2               | Vị trí KDC CTy Trần Kim Lưu trữ ngày 15 tháng 11 năm 2010 tại Wayback Machine                               |
| CTy DV PT Đô thị                           | KDC             | Q2               | Vị trí KDC CTy DV PT Đô thị Lưu trữ ngày 15 tháng 11 năm 2010 tại Wayback Machine                           |
| CTy Kỹ thuật Miền Nam                      | KDC             | Q2               | Vị trí KDC CTy Kỹ thuật Miền Nam Lưu trữ ngày 15 tháng 11 năm 2010 tại Wayback Machine                      |
| Thế Kỷ 21                                  | KDC             | Q2               | Vị trí KDC Thế Kỷ 21 Lưu trữ ngày 15 tháng 11 năm 2010 tại Wayback Machine                                  |
| CTy Phú Nhuận                              | KDC             | Q2               | Vị trí KDC CTy Phú Nhuận Lưu trữ ngày 15 tháng 11 năm 2010 tại Wayback Machine                              |
| CTY Giồng Ông Tố                           | KDC             | Q2               | Vị trí KDC CTY Giồng Ông Tố Lưu trữ ngày 15 tháng 11 năm 2010 tại Wayback Machine                           |
| Thạnh Mỹ Lợi Huy Hoàng                     | KDC             | Q2               | Vị trí KDC Thạnh Mỹ Lợi Huy Hoàng Lưu trữ ngày 15 tháng 11 năm 2010 tại Wayback Machine                     |
| CTy Phú Nhuận                              | KDC             | Q2               | Vị trí KDC CTy Phú Nhuận Lưu trữ ngày 15 tháng 11 năm 2010 tại Wayback Machine                              |
| Cty Hà Đô                                  | KDC             | Q2               | Vị trí KDC Cty Hà Đô Lưu trữ ngày 15 tháng 11 năm 2010 tại Wayback Machine                                  |
| DAXACO - Cát Lái                           | KDC             | Q2               | Vị trí KDC DAXACO - Cát Lái Lưu trữ ngày 15 tháng 11 năm 2010 tại Wayback Machine                           |
| CTy Thái Bình                              | KDC             | Q2               | Vị trí KDC CTy Thái Bình Lưu trữ ngày 15 tháng 11 năm 2010 tại Wayback Machine                              |
| CTY Bình Dương                             | KDC             | Q2               | Vị trí KDC CTY Bình Dương Lưu trữ ngày 15 tháng 11 năm 2010 tại Wayback Machine                             |
| Cty TK 21                                  | KDC             | Q2               | Vị trí KDC Cty TK 21 Lưu trữ ngày 15 tháng 11 năm 2010 tại Wayback Machine                                  |
| CTy Số 5                                   | KDC             | Q2               | Vị trí KDC CTy Số 5 Lưu trữ ngày 15 tháng 11 năm 2010 tại Wayback Machine                                   |
| Cty Thế Minh                               | KDC             | Q2               | Vị trí KDC Cty Thế Minh Lưu trữ ngày 15 tháng 11 năm 2010 tại Wayback Machine                               |
| Cty Huy Hoàng                              | KDC             | Q2               | Vị trí KDC Cty Huy Hoàng Lưu trữ ngày 15 tháng 11 năm 2010 tại Wayback Machine                              |
| Chế Xuất Sài Gòn                           | KDC             | Q2               | Vị trí KDC Chế Xuất Sài Gòn Lưu trữ ngày 15 tháng 11 năm 2010 tại Wayback Machine                           |
| Thanh Niên Xung Phong                      | KDC             | Q2               | Vị trí KDC Thanh Niên Xung Phong Lưu trữ ngày 15 tháng 11 năm 2010 tại Wayback Machine                      |
| Tổng cục 2 - BQ Phòng                      | KDC             | Q2               | Vị trí KDC Tổng cục 2 - BQ Phòng Lưu trữ ngày 15 tháng 11 năm 2010 tại Wayback Machine                      |
| CTy KDN Q.1 - Cát Lái                      | KDC             | Q2               | Vị trí KDC CTy KDN Q.1 - Cát Lái Lưu trữ ngày 15 tháng 11 năm 2010 tại Wayback Machine                      |
| CTy Bách Giang - Cát Lái                   | KDC             | Q2               | Vị trí KDC CTy Bách Giang - Cát Lái Lưu trữ ngày 15 tháng 11 năm 2010 tại Wayback Machine                   |
| CTy PT - DV nhà Q.11                       | KDC             | Q2               | Vị trí KDC CTy PT - DV nhà Q.11 Lưu trữ ngày 15 tháng 11 năm 2010 tại Wayback Machine                       |
| CTy Hải Duy - BTĐ - Cát Lái                | KDC             | Q2               | Vị trí KDC CTy Hải Duy - BTĐ - Cát Lái Lưu trữ ngày 15 tháng 11 năm 2010 tại Wayback Machine                |
| CTy Quản lý Nhà Q1                         | KDC             | Q2               | Vị trí KDC CTy Quản lý Nhà Q1 Lưu trữ ngày 15 tháng 11 năm 2010 tại Wayback Machine                         |
| CTy Tử Long BTĐ - Cát Lái                  | KDC             | Q2               | Vị trí KDC CTy Tử Long BTĐ - Cát Lái Lưu trữ ngày 15 tháng 11 năm 2010 tại Wayback Machine                  |
| Fideco - BTĐ - Cát Lái                     | KDC             | Q2               | Vị trí KDC Fideco - BTĐ - Cát Lái Lưu trữ ngày 15 tháng 11 năm 2010 tại Wayback Machine                     |
| CTy Địa Ốc Sài Gòn GĐ2                     | KDC             | Q2               | Vị trí KDC CTy Địa Ốc Sài Gòn GĐ2 Lưu trữ ngày 15 tháng 11 năm 2010 tại Wayback Machine                     |
| CTy Xây dựng 14                            | KDC             | Q2               | Vị trí KDC CTy Xây dựng 14 Lưu trữ ngày 15 tháng 11 năm 2010 tại Wayback Machine                            |
| CTCC Quận 1 - BTĐ - Cát lái                | KDC             | Q2               | Vị trí KDC CTCC Quận 1 - BTĐ - Cát lái Lưu trữ ngày 15 tháng 11 năm 2010 tại Wayback Machine                |
| XD Địa Ốc Sài Gòn                          | KDC             | Q2               | Vị trí KDC XD Địa Ốc Sài Gòn Lưu trữ ngày 15 tháng 11 năm 2010 tại Wayback Machine                          |
| Phú Nhuận                                  | KDC             | Q2               | Vị trí KDC Phú Nhuận Lưu trữ ngày 15 tháng 11 năm 2010 tại Wayback Machine                                  |
| Vạn Phát Hưng                              | KDC             | Q2               | Vị trí KDC Vạn Phát Hưng Lưu trữ ngày 15 tháng 11 năm 2010 tại Wayback Machine                              |
| Rạch Bà Cua - CTy PT - DVKD Nhà Q1         | KDC             | Q2               | Vị trí KDC Rạch Bà Cua - CTy PT - DVKD Nhà Q1 Lưu trữ ngày 15 tháng 11 năm 2010 tại Wayback Machine         |
| CTy EDEN                                   | KDC             | Q2               | Vị trí KDC CTy EDEN Lưu trữ ngày 15 tháng 11 năm 2010 tại Wayback Machine                                   |
| CPĐT Phú Gia                               | KDC             | Q2               | Vị trí KDC CPĐT Phú Gia Lưu trữ ngày 15 tháng 11 năm 2010 tại Wayback Machine                               |
| CTy CPĐT Phú Gia                           | KDC             | Q2               | Vị trí KDC CTy CPĐT Phú Gia Lưu trữ ngày 15 tháng 11 năm 2010 tại Wayback Machine                           |
| INVESCO GĐ1 Cát Lái                        | KDC             | Q2               | Vị trí KDC INVESCO GĐ1 Cát Lái Lưu trữ ngày 15 tháng 11 năm 2010 tại Wayback Machine                        |
| Bến Thành - Cát Lái                        | KDC             | Q2               | Vị trí KDC Bến Thành - Cát Lái Lưu trữ ngày 15 tháng 11 năm 2010 tại Wayback Machine                        |
| PT - DV Nhà Q1                             | KDC             | Q2               | Vị trí KDC PT - DV Nhà Q1 Lưu trữ ngày 15 tháng 11 năm 2010 tại Wayback Machine                             |
| CTy Vĩnh Phú Kiến Á                        | KDC             | Q2               | Vị trí KDC CTy Vĩnh Phú Kiến Á Lưu trữ ngày 15 tháng 11 năm 2010 tại Wayback Machine                        |
| Celadon-Ville                              | KDC             | Q7               | Vị trí KDC Celadon-Ville Lưu trữ ngày 15 tháng 11 năm 2010 tại Wayback Machine                              |
| Căn Hộ Phú Lợi 1                           | KDC             | Q7               | Vị trí KDC Căn Hộ Phú Lợi 1 Lưu trữ ngày 15 tháng 11 năm 2010 tại Wayback Machine                           |
| Phường 7 Quận 8                            | KDC             | Q7               | Vị trí KDC Phường 7 Quận 8 Lưu trữ ngày 15 tháng 11 năm 2010 tại Wayback Machine                            |
| Cao Ốc SaComReal                           | KDC             | Q7               | Vị trí KDC Cao Ốc SaComReal Lưu trữ ngày 15 tháng 11 năm 2010 tại Wayback Machine                           |
| Cao Ốc Đại Thanh                           | KDC             | Q7               | Vị trí KDC Cao Ốc Đại Thanh Lưu trữ ngày 15 tháng 11 năm 2010 tại Wayback Machine                           |
| 9B7                                        | KDC             | Q7               | Vị trí KDC 9B7 Lưu trữ ngày 15 tháng 11 năm 2010 tại Wayback Machine                                        |
| Thiên Nam                                  | KDC             | Q7               | Vị trí KDC Thiên Nam Lưu trữ ngày 15 tháng 11 năm 2010 tại Wayback Machine                                  |
| Ngọc Cung                                  | KDC             | Q7               | Vị trí KDC Ngọc Cung Lưu trữ ngày 15 tháng 11 năm 2010 tại Wayback Machine                                  |
| Him Lam Nam Khánh                          | KDC             | Q7               | Vị trí KDC Him Lam Nam Khánh Lưu trữ ngày 15 tháng 11 năm 2010 tại Wayback Machine                          |
| LaKai                                      | KDC             | Q7               | Vị trí KDC LaKai Lưu trữ ngày 15 tháng 11 năm 2010 tại Wayback Machine                                      |
| Oasis                                      | KDC             | Q7               | Vị trí KDC Oasis Lưu trữ ngày 15 tháng 11 năm 2010 tại Wayback Machine                                      |
| Ngọc Phương Nam                            | KDC             | Q7               | Vị trí KDC Ngọc Phương Nam Lưu trữ ngày 15 tháng 11 năm 2010 tại Wayback Machine                            |
| Khu Biệt Thự Sông Ông Lớn                  | KDC             | Q7               | Vị trí KDC Khu Biệt Thự Sông Ông Lớn Lưu trữ ngày 15 tháng 11 năm 2010 tại Wayback Machine                  |
| Ven Sông                                   | KDC             | Q7               | Vị trí KDC Ven Sông Lưu trữ ngày 15 tháng 11 năm 2010 tại Wayback Machine                                   |
| Tân Hưng - Him Lam                         | KDC             | Q7               | Vị trí KDC Tân Hưng - Him Lam Lưu trữ ngày 15 tháng 11 năm 2010 tại Wayback Machine                         |
| Phước Kiển 2                               | KDC             | Q7               | Vị trí KDC Phước Kiển 2 Lưu trữ ngày 15 tháng 11 năm 2010 tại Wayback Machine                               |
| Tân Phong - Kim Sơn                        | KDC             | Q7               | Vị trí KDC Tân Phong - Kim Sơn Lưu trữ ngày 15 tháng 11 năm 2010 tại Wayback Machine                        |
| Tân An Huy                                 | KDC             | Q7               | Vị trí KDC Tân An Huy Lưu trữ ngày 15 tháng 11 năm 2010 tại Wayback Machine                                 |
| Tân Kiểng                                  | KDC             | Q7               | Vị trí KDC Tân Kiểng Lưu trữ ngày 15 tháng 11 năm 2010 tại Wayback Machine                                  |
| Tân Quy Đông                               | KDC             | Q7               | Vị trí KDC Tân Quy Đông Lưu trữ ngày 15 tháng 11 năm 2010 tại Wayback Machine                               |
| Residence                                  | KDC             | Q7               | Vị trí KDC Residence Lưu trữ ngày 15 tháng 11 năm 2010 tại Wayback Machine                                  |
| Tân Phong - An Phú Hưng                    | KDC             | Q7               | Vị trí KDC Tân Phong - An Phú Hưng Lưu trữ ngày 15 tháng 11 năm 2010 tại Wayback Machine                    |
| Paronama                                   | KDC             | Q7               | Vị trí KDC Paronama Lưu trữ ngày 15 tháng 11 năm 2010 tại Wayback Machine                                   |
| Greenfield                                 | KDC             | Q7               | Vị trí KDC Greenfield Lưu trữ ngày 15 tháng 11 năm 2010 tại Wayback Machine                                 |
| Tân Mỹ                                     | KDC             | Q7               | Vị trí KDC Tân Mỹ Lưu trữ ngày 15 tháng 11 năm 2010 tại Wayback Machine                                     |
| Scenicriver                                | KDC             | Q7               | Vị trí KDC Scenicriver Lưu trữ ngày 15 tháng 11 năm 2010 tại Wayback Machine                                |
| Phú Mỹ - DV Công Ích Q.4                   | KDC             | Q7               | Vị trí KDC Phú Mỹ - DV Công Ích Q.4 Lưu trữ ngày 15 tháng 11 năm 2010 tại Wayback Machine                   |
| CTy Công Ích                               | KDC             | Q7               | Vị trí KDC CTy Công Ích Lưu trữ ngày 15 tháng 11 năm 2010 tại Wayback Machine                               |
| Hoàng Anh River View                       | KDC             | Q7               | Vị trí KDC Hoàng Anh River View Lưu trữ ngày 15 tháng 11 năm 2010 tại Wayback Machine                       |
| Belleza                                    | KDC             | Q7               | Vị trí KDC Belleza Lưu trữ ngày 15 tháng 11 năm 2010 tại Wayback Machine                                    |
| Phú Mỹ - Nam Sài Gòn                       | KDC             | Q7               | Vị trí KDC Phú Mỹ - Nam Sài Gòn Lưu trữ ngày 15 tháng 11 năm 2010 tại Wayback Machine                       |
| StartHill                                  | KDC             | Q7               | Vị trí KDC StartHill Lưu trữ ngày 15 tháng 11 năm 2010 tại Wayback Machine                                  |
| Phú Mỹ - RESCO                             | KDC             | Q7               | Vị trí KDC Phú Mỹ - RESCO Lưu trữ ngày 15 tháng 11 năm 2010 tại Wayback Machine                             |
| Phú Mỹ Chợ Lớn                             | KDC             | Q7               | Vị trí KDC Phú Mỹ Chợ Lớn Lưu trữ ngày 15 tháng 11 năm 2010 tại Wayback Machine                             |
| Phú Mỹ                                     | KDC             | Q7               | Vị trí KDC Phú Mỹ Lưu trữ ngày 15 tháng 11 năm 2010 tại Wayback Machine                                     |
| Phú Mỹ - ADC                               | KDC             | Q7               | Vị trí KDC Phú Mỹ - ADC Lưu trữ ngày 15 tháng 11 năm 2010 tại Wayback Machine                               |
| Tân Thuận Đông                             | KDC             | Q7               | Vị trí KDC Tân Thuận Đông Lưu trữ ngày 15 tháng 11 năm 2010 tại Wayback Machine                             |
| Phú Mỹ - Vạn Phát Hưng                     | KDC             | Q7               | Vị trí KDC Phú Mỹ - Vạn Phát Hưng Lưu trữ ngày 15 tháng 11 năm 2010 tại Wayback Machine                     |
| Gò Ô Môi                                   | KDC             | Q7               | Vị trí KDC Gò Ô Môi Lưu trữ ngày 15 tháng 11 năm 2010 tại Wayback Machine                                   |
| Gò Ô Môi - CTy Nam Long                    | KDC             | Q7               | Vị trí KDC Gò Ô Môi - CTy Nam Long Lưu trữ ngày 15 tháng 11 năm 2010 tại Wayback Machine                    |
| Phú Thuận - SAVIMEX                        | KDC             | Q7               | Vị trí KDC Phú Thuận - SAVIMEX Lưu trữ ngày 15 tháng 11 năm 2010 tại Wayback Machine                        |
| CTy SaViMex                                | KDC             | Q7               | Vị trí KDC CTy SaViMex Lưu trữ ngày 15 tháng 11 năm 2010 tại Wayback Machine                                |
| Rạch bà Bướm                               | KDC             | Q7               | Vị trí KDC Rạch bà Bướm Lưu trữ ngày 15 tháng 11 năm 2010 tại Wayback Machine                               |
| Phú Thuận - Hoàng Quân                     | KDC             | Q7               | Vị trí KDC Phú Thuận - Hoàng Quân Lưu trữ ngày 15 tháng 11 năm 2010 tại Wayback Machine                     |
| GreenView                                  | KDC             | Q7               | Vị trí KDC GreenView Lưu trữ ngày 15 tháng 11 năm 2010 tại Wayback Machine                                  |
| CBCNV Bộ Quốc phòng                        | KDC             | Q7               | Vị trí KDC CBCNV Bộ Quốc phòng Lưu trữ ngày 15 tháng 11 năm 2010 tại Wayback Machine                        |
| Hưng Điền Newtown                          | KDC             | Q8               | Vị trí KDC Hưng Điền Newtown Lưu trữ ngày 15 tháng 11 năm 2010 tại Wayback Machine                          |
| P7Q8 - CTy Him Lam                         | KDC             | Q8               | Vị trí KDC P7Q8 - CTy Him Lam Lưu trữ ngày 15 tháng 11 năm 2010 tại Wayback Machine                         |
| P.16 Q.8 - Thạnh Nhựt                      | KDC             | Q8               | Vị trí KDC P.16 Q.8 - Thạnh Nhựt Lưu trữ ngày 15 tháng 11 năm 2010 tại Wayback Machine                      |
| Phú Lợi Bình Điền                          | KDC             | Q8               | Vị trí KDC Phú Lợi Bình Điền Lưu trữ ngày 15 tháng 11 năm 2010 tại Wayback Machine                          |
| Nhật Minh - Thuận Thành                    | KDC             | Q8               | Vị trí KDC Nhật Minh - Thuận Thành Lưu trữ ngày 15 tháng 11 năm 2010 tại Wayback Machine                    |
| P.7 Q.8 - Ứng Thành                        | KDC             | Q8               | Vị trí KDC P.7 Q.8 - Ứng Thành Lưu trữ ngày 15 tháng 11 năm 2010 tại Wayback Machine                        |
| P.7 Q.8 - Thạnh Nhựt                       | KDC             | Q8               | Vị trí KDC P.7 Q.8 - Thạnh Nhựt Lưu trữ ngày 15 tháng 11 năm 2010 tại Wayback Machine                       |
| Rạch Lào                                   | KDC             | Q8               | Vị trí KDC Rạch Lào Lưu trữ ngày 15 tháng 11 năm 2010 tại Wayback Machine                                   |
| Bông Sao                                   | KDC             | Q8               | Vị trí KDC Bông Sao Lưu trữ ngày 15 tháng 11 năm 2010 tại Wayback Machine                                   |
| Phạm Thế Hiển Market - Apartments Building | KDC             | Q8               | Vị trí KDC Phạm Thế Hiển Market - Apartments Building Lưu trữ ngày 15 tháng 11 năm 2010 tại Wayback Machine |
| Đồng Diều                                  | KDC             | Q8               | Vị trí KDC Đồng Diều Lưu trữ ngày 15 tháng 11 năm 2010 tại Wayback Machine                                  |
| The Splendor                               | KDC             | Q9               | Vị trí KDC The Splendor Lưu trữ ngày 15 tháng 11 năm 2010 tại Wayback Machine                               |
| The Vista                                  | KDC             | Q9               | Vị trí KDC The Vista Lưu trữ ngày 15 tháng 11 năm 2010 tại Wayback Machine                                  |
| Thịnh Vượng                                | KDC             | Q9               | Vị trí KDC Thịnh Vượng Lưu trữ ngày 15 tháng 11 năm 2010 tại Wayback Machine                                |
| Bắc Rạch Chiếc                             | KDC             | Q9               | Vị trí KDC Bắc Rạch Chiếc Lưu trữ ngày 15 tháng 11 năm 2010 tại Wayback Machine                             |
| Rạch Chiếc                                 | KDC             | Q9               | Vị trí KDC Rạch Chiếc Lưu trữ ngày 15 tháng 11 năm 2010 tại Wayback Machine                                 |
| SACA                                       | KDC             | Q9               | Vị trí KDC SACA Lưu trữ ngày 15 tháng 11 năm 2010 tại Wayback Machine                                       |
| INTRESCO                                   | KDC             | Q9               | Vị trí KDC INTRESCO Lưu trữ ngày 15 tháng 11 năm 2010 tại Wayback Machine                                   |
| Hào Quang - Trí Kiệt                       | KDC             | Q9               | Vị trí KDC Hào Quang - Trí Kiệt Lưu trữ ngày 15 tháng 11 năm 2010 tại Wayback Machine                       |
| Bách Giang                                 | KDC             | Q9               | Vị trí KDC Bách Giang Lưu trữ ngày 15 tháng 11 năm 2010 tại Wayback Machine                                 |
| Hoàng Anh Gia Lai                          | KDC             | Q9               | Vị trí KDC Hoàng Anh Gia Lai Lưu trữ ngày 15 tháng 11 năm 2010 tại Wayback Machine                          |
| Nam Long Mở rộng                           | KDC             | Q9               | Vị trí KDC Nam Long Mở rộng Lưu trữ ngày 15 tháng 11 năm 2010 tại Wayback Machine                           |
| Gia Hòa                                    | KDC             | Q9               | Vị trí KDC Gia Hòa Lưu trữ ngày 15 tháng 11 năm 2010 tại Wayback Machine                                    |
| An Thiên Lý                                | KDC             | Q9               | Vị trí KDC An Thiên Lý Lưu trữ ngày 15 tháng 11 năm 2010 tại Wayback Machine                                |
| Khang Điền                                 | KDC             | Q9               | Vị trí KDC Khang Điền Lưu trữ ngày 15 tháng 11 năm 2010 tại Wayback Machine                                 |
| Kiến Á                                     | KDC             | Q9               | Vị trí KDC Kiến Á Lưu trữ ngày 15 tháng 11 năm 2010 tại Wayback Machine                                     |
| Phố Đông Hoa Sen                           | KDC             | Q9               | Vị trí KDC Phố Đông Hoa Sen Lưu trữ ngày 15 tháng 11 năm 2010 tại Wayback Machine                           |
| Điền Phúc Thành                            | KDC             | Q9               | Vị trí KDC Điền Phúc Thành Lưu trữ ngày 15 tháng 11 năm 2010 tại Wayback Machine                            |
| Bách Khoa                                  | KDC             | Q9               | Vị trí KDC Bách Khoa Lưu trữ ngày 15 tháng 11 năm 2010 tại Wayback Machine                                  |
| Phú Nhuận                                  | KDC             | Q9               | Vị trí KDC Phú Nhuận Lưu trữ ngày 15 tháng 11 năm 2010 tại Wayback Machine                                  |
| Mẫu giáo TW3                               | KDC             | Q9               | Vị trí KDC Mẫu giáo TW3 Lưu trữ ngày 15 tháng 11 năm 2010 tại Wayback Machine                               |
| Phú Hữu                                    | KDC             | Q9               | Vị trí KDC Phú Hữu Lưu trữ ngày 15 tháng 11 năm 2010 tại Wayback Machine                                    |
| Phú Gia - Gia Phú                          | KDC             | Q9               | Vị trí KDC Phú Gia - Gia Phú Lưu trữ ngày 15 tháng 11 năm 2010 tại Wayback Machine                          |
| Hưng Phú 2                                 | KDC             | Q9               | Vị trí KDC Hưng Phú 2 Lưu trữ ngày 15 tháng 11 năm 2010 tại Wayback Machine                                 |
| Hưng Phú 1                                 | KDC             | Q9               | Vị trí KDC Hưng Phú 1 Lưu trữ ngày 15 tháng 11 năm 2010 tại Wayback Machine                                 |
| An Khang                                   | KDC             | Q9               | Vị trí KDC An Khang Lưu trữ ngày 15 tháng 11 năm 2010 tại Wayback Machine                                   |
| Chiến Thắng                                | KDC             | Q9               | Vị trí KDC Chiến Thắng Lưu trữ ngày 15 tháng 11 năm 2010 tại Wayback Machine                                |
| Sở Văn hóa                                 | KDC             | Q9               | Vị trí KDC Sở Văn Hóa Lưu trữ ngày 15 tháng 11 năm 2010 tại Wayback Machine                                 |
| Tổng Hợp Trường Thọ - Quang Minh           | KDC             | Q9               | Vị trí KDC Tổng Hợp Trường Thọ - Quang Minh Lưu trữ ngày 15 tháng 11 năm 2010 tại Wayback Machine           |
| Dòng Sông Xanh                             | KDC             | Q9               | Vị trí KDC Dòng Sông Xanh Lưu trữ ngày 15 tháng 11 năm 2010 tại Wayback Machine                             |
| Khang Điền - Phú Hữu                       | KDC             | Q9               | Vị trí KDC Khang Điền - Phú Hữu Lưu trữ ngày 15 tháng 11 năm 2010 tại Wayback Machine                       |
| Đông Dương 2                               | KDC             | Q9               | Vị trí KDC Đông Dương 2 Lưu trữ ngày 15 tháng 11 năm 2010 tại Wayback Machine                               |
| Đông Dương                                 | KDC             | Q9               | Vị trí KDC Đông Dương Lưu trữ ngày 15 tháng 11 năm 2010 tại Wayback Machine                                 |
| Trường Thạnh                               | KDC             | Q9               | Vị trí KDC Trường Thạnh Lưu trữ ngày 15 tháng 11 năm 2010 tại Wayback Machine                               |
| The Boat Club                              | KDC             | Q9               | Vị trí KDC The Boat Club Lưu trữ ngày 15 tháng 11 năm 2010 tại Wayback Machine                              |
| Lotus Garden                               | KDC             | QTB              | Vị trí KDC Lotus Garden Lưu trữ ngày 15 tháng 11 năm 2010 tại Wayback Machine                               |
| Âu Cơ Towner                               | KDC             | QTB              | Vị trí KDC Âu Cơ Towner Lưu trữ ngày 15 tháng 11 năm 2010 tại Wayback Machine                               |
| Hoàng Hoa Thám                             | KDC             | QTB              | Vị trí KDC Hoàng Hoa Thám Lưu trữ ngày 15 tháng 11 năm 2010 tại Wayback Machine                             |
| Cantavil - Hoàn Cầu                        | KDC             | QTD              | Vị trí KDC Cantavil - Hoàn Cầu Lưu trữ ngày 15 tháng 11 năm 2010 tại Wayback Machine                        |
| Trung tâm Bến Lức                          | KDC             |                  | Chưa xác định được vị trí                                                                                   |
| Bình Chánh - CHOLONRES                     | KDC             |                  | Chưa xác định được vị trí                                                                                   |
| Kiến Á Bình Chánh                          | KDC             |                  | Chưa xác định được vị trí                                                                                   |
| Bến Lức - Bình Chánh                       | KDC             |                  | Chưa xác định được vị trí                                                                                   |
| Tạ Quang Bửu - Cty Cần Giờ - Him Lam       | KDC             |                  | Chưa xác định được vị trí                                                                                   |
| Asia Phú Mỹ                                | KDC             |                  | Chưa xác định được vị trí                                                                                   |
| Thăng Long                                 | KDC             |                  | Chưa xác định được vị trí                                                                                   |
| Vùng Bổ Sung Phía nam                      | KDC             |                  | Chưa xác định được vị trí                                                                                   |
| Khu Biệt Thự Cao cấp Ven Sông Ông Lớn      | KDC             |                  | Chưa xác định được vị trí                                                                                   |
| Quốc Cường Gia Lai                         | KDC             |                  | Chưa xác định được vị trí                                                                                   |
| Đại Phúc                                   | KDC             |                  | Chưa xác định được vị trí                                                                                   |
| Khu Trường ĐH Văn Hiến                     | KDC             |                  | Chưa xác định được vị trí                                                                                   |
| Bình Phú                                   | KDC             |                  | Chưa xác định được vị trí                                                                                   |
| Tấn Hưng Q.6                               | KDC             |                  | Chưa xác định được vị trí                                                                                   |
| P.13 Q.6                                   | KDC             |                  | Chưa xác định được vị trí                                                                                   |
| Bình Tây Apartments Building               | KDC             |                  | Chưa xác định được vị trí                                                                                   |
| Mỹ Phú River Park                          | KDC             |                  | Chưa xác định được vị trí                                                                                   |
| Phú Lợi - Bình Điền                        | KDC             |                  | Chưa xác định được vị trí                                                                                   |
| Phú Thọ Thuận Việt                         | KDC             |                  | Chưa xác định được vị trí                                                                                   |
| Sunshine Tower                             | KDC             |                  | Chưa xác định được vị trí                                                                                   |
| Hoàng Hải                                  | KDC             |                  | Chưa xác định được vị trí                                                                                   |
| Bình Hòa                                   | KDC             |                  | Chưa xác định được vị trí                                                                                   |
| Thủ Đức Garden Home                        | KDC             |                  | Chưa xác định được vị trí                                                                                   |
| P.7 Q.8                                    | KDC             |                  | Chưa xác định được vị trí                                                                                   |
| Phú Lợi - Bình Điền                        | KDC             |                  | Chưa xác định được vị trí                                                                                   |
| P.7 Q.8 - SAIGONRES                        | KDC             |                  | Chưa xác định được vị trí                                                                                   |
| P.16 Q.8 - Địa ốc Cần Thơ                  | KDC             |                  | Chưa xác định được vị trí                                                                                   |
| Bảo Châu GĐ1                               | KDC             |                  | Chưa xác định được vị trí                                                                                   |
| Bảo Châu GĐ2                               | KDC             |                  | Chưa xác định được vị trí                                                                                   |
| P.5 Q.8 - Tân Thuận                        | KDC             |                  | Chưa xác định được vị trí                                                                                   |
| Hiệp Ân                                    | KDC             |                  | Chưa xác định được vị trí                                                                                   |
| Văn Lang                                   | KDC             |                  | Chưa xác định được vị trí                                                                                   |
| PTN Q.5                                    | KDC             |                  | Chưa xác định được vị trí                                                                                   |
| Phước Kiển - Lập Phúc                      | KDC             |                  | Chưa xác định được vị trí                                                                                   |
| Phước Lập - Thành Đoàn                     | KDC             |                  | Chưa xác định được vị trí                                                                                   |
| Công ty DV XNK Các tỉnh phía Nam           | KDC             |                  | Chưa xác định được vị trí                                                                                   |
| Tân Hải                                    | KDC             |                  | Chưa xác định được vị trí                                                                                   |
| Đại Nhân                                   | KDC             |                  | Chưa xác định được vị trí                                                                                   |
| Phước Kiển - Trần Thái - Tân An Huy        | KDC             |                  | Chưa xác định được vị trí                                                                                   |
| Nhà Bè 1 - Địa ốc SG                       | KDC             |                  | Chưa xác định được vị trí                                                                                   |
| CTy Hồ Lê                                  | KDC             |                  | Chưa xác định được vị trí                                                                                   |
| CSHS                                       | KDC             |                  | Chưa xác định được vị trí                                                                                   |
| HDREAL Nhà Bè                              | KDC             |                  | Chưa xác định được vị trí                                                                                   |
| Tân Mỹ                                     | KDC             |                  | Chưa xác định được vị trí                                                                                   |
| Tân Lập Thành                              | KDC             |                  | Chưa xác định được vị trí                                                                                   |
| Tân Thuận Tây - Hoàn Cầu                   | KDC             |                  | Chưa xác định được vị trí                                                                                   |
| KĐT Phú Mỹ Hưng                            | KDC             |                  | Chưa xác định được vị trí                                                                                   |
| Green Garden                               | KDC             |                  | Chưa xác định được vị trí                                                                                   |
| Công ty Phát triển nhà Q.3                 | KDC             |                  | Chưa xác định được vị trí                                                                                   |
| Trường ĐHKT                                | KDC             |                  | Chưa xác định được vị trí                                                                                   |
| Vạn Thành Lợi                              | KDC             |                  | Chưa xác định được vị trí                                                                                   |
| Phú Đức                                    | KDC             |                  | Chưa xác định được vị trí                                                                                   |
| Công ty Đô thị Mới - Q.9                   | KDC             |                  | Chưa xác định được vị trí                                                                                   |
| Công đoàn TT Hạt Nhân                      | KDC             |                  | Chưa xác định được vị trí                                                                                   |
| Điền Phú Long                              | KDC             |                  | Chưa xác định được vị trí                                                                                   |
| Dầu Khí - P. Phú Hữu                       | KDC             |                  | Chưa xác định được vị trí                                                                                   |
| Minh Á - Q.9                               | KDC             |                  | Chưa xác định được vị trí                                                                                   |
| Long Phước Điền                            | KDC             |                  | Chưa xác định được vị trí                                                                                   |
| Mega - Q.9                                 | KDC             |                  | Chưa xác định được vị trí                                                                                   |
| ĐHKT - Q.9                                 | KDC             |                  | Chưa xác định được vị trí                                                                                   |
| Da Sà CTy thanh Niên Xung Phong - Bình Tân | KDC             |                  | Chưa xác định được vị trí                                                                                   |
| Khu nhà ở Bình Chiểu                       | KDC             |                  | Chưa xác định được vị trí                                                                                   |
| Hiệp Bình Phước - Kim Sơn                  | KDC             |                  | Chưa xác định được vị trí                                                                                   |
| Phía bắc đường Tô Ngọc Vân                 | KDC             |                  | Chưa xác định được vị trí                                                                                   |
| Tam Bình - Chợ đầu mối Bình Điền           | KDC             |                  | Chưa xác định được vị trí                                                                                   |
| Garden Homes                               | KDC             |                  | Chưa xác định được vị trí                                                                                   |
| Khu biệt thự bờ sông Bình An               | KDC             |                  | Chưa xác định được vị trí                                                                                   |
| Đầm Sen                                    | KPH             | HBC              | Vị trí KPH Đầm Sen Lưu trữ ngày 15 tháng 11 năm 2010 tại Wayback Machine                                    |
| CTCC 11A                                   | KPH             | HBC              | Vị trí KPH CTCC 11A Lưu trữ ngày 15 tháng 11 năm 2010 tại Wayback Machine                                   |
| Cống Quỳnh                                 | KPH             | Q1               | Vị trí KPH Cống Quỳnh Lưu trữ ngày 15 tháng 11 năm 2010 tại Wayback Machine                                 |
| Tân Phong                                  | KPH             | Q7               | Vị trí KPH Tân Phong Lưu trữ ngày 15 tháng 11 năm 2010 tại Wayback Machine                                  |
| Fortuna Garden                             | KPH             | Q7               | Vị trí KPH Fortuna Garden Lưu trữ ngày 15 tháng 11 năm 2010 tại Wayback Machine                             |
| Phong Phú                                  | KTDC            | HBC              | Vị trí KTDC Phong Phú Lưu trữ ngày 15 tháng 11 năm 2010 tại Wayback Machine                                 |
| Tân Thuận                                  | KTDC            |                  | Chưa xác định được vị trí                                                                                   |
| Cao Ốc văn phòng BCCI                      | KTM             | HBC              | Vị trí KTM Cao Ốc văn phòng BCCI Lưu trữ ngày 15 tháng 11 năm 2010 tại Wayback Machine                      |
| Lữ Gia Plaza                               | KTM             | Q7               | Vị trí KTM Lữ Gia Plaza Lưu trữ ngày 15 tháng 11 năm 2010 tại Wayback Machine                               |
| Hùng Vương Plaza                           | KTM             | Q7               | Vị trí KTM Hùng Vương Plaza Lưu trữ ngày 15 tháng 11 năm 2010 tại Wayback Machine                           |
| Nam Thông                                  | KTM             | Q7               | Vị trí KTM Nam Thông Lưu trữ ngày 15 tháng 11 năm 2010 tại Wayback Machine                                  |
| Nam Sài Gòn                                | KTM             |                  | Chưa xác định được vị trí                                                                                   |
| Bình Đăng                                  | KTM             |                  | Chưa xác định được vị trí                                                                                   |